# Johnnie Keyes

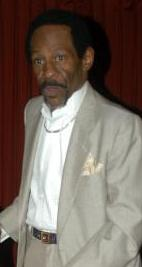
Johnnie Keyes em 2015.

Johnnie Keyes (21 de fevereiro de 1940 – 3 de junho de 2018) foi um americano ator de filme pornográfico.

## Carreira
Johnnie tinha um papel de liderança em Atrás da Porta Verde (1972). Ele também atuou em filmes da Swedish Erotica durante a década de 1980.
Johnnie foi um membro da AVN e XRCO Halls da Fama.